# Air Dingin (Sindang Kelingi)
Air Dingin is een bestuurslaag in het regentschap Rejang Lebong van de provincie Bengkulu, Indonesië. Air Dingin telt 695 inwoners (volkstelling 2010).